# Pilosocereus brasiliensis
Pilosocereus brasiliensis é uma espécie de angiosperma da família Cactaceae de origem do Brasil, descrita pela primeira vez no ano de 1933.

## Descrição
A planta foi descrita pela primeira vez no ano de 1933, pelos botânicos estadunidenses Nathaniel Lord Britton e Joseph Nelson Rose, em publicação na revista científica Brasil. Sauelenkakteen.
A Pilosocereus brasiliensis cresce espessa com caules eretos que são escassamente ramificados e atingem de dois a quatro metros de altura. As aréolas ficam nas corcovas. Um longo cabelo cresce fora deles. Espinhos inicialmente castanho-avermelhados ou castanho-amarelados, tornando-se posteriormente cinzentos.
As aréolas estão dispostas espalhadas ao longo do comprimento dos brotos. As flores em forma de funil são estreitas, brancas e com até 4,5 cm de comprimento e um diâmetro de 2,5 a 3 centímetros. Os frutos são deprimidos esféricos, com até 2 centímetros de comprimento e contendo uma polpa de cor magenta.

### Habitat
É uma espécie originária do Brasil, com origem nos estados do Rio de Janeiro e do Espírito Santo.

## Sinonímia
- Pilosocereus sublanatus
- Pilocereus sublanatus
- Cereus brasiliensis
- Cephalocereus brasiliensis
- Pilocereus brasiliensis
- Cereus sublanatus